# Ecklonia bicyclis
Ecklonia bicyclis Kjellman, 1885  è una specie di alga commestibile, raccolta intorno alla penisola di Ise, sulla costa pacifica della più estesa isola del Giappone (Honshū). Appartiene al gruppo delle alghe brune e somigliano alle alghe hijiki.

## Caratteristiche
La pianta presenta le fronde a strisce ondulate lunghe 30 cm circa e larghe 4 cm; vivono attaccate alle rocce appena sotto la superficie dell'acqua meno profonda. 
In passato venivano raccolte a mano da gruppi di donne. 

Le fronde sono dure e come quelle delle hijiki vengono bollite per diverse ore, quindi è consigliabile tagliarle in piccolissime striscioline; richiedono un breve ammollo prima della cottura, finché raddoppiano di volume.

A differenza delle hijiki, le arame risultano più morbide e dal sapore più delicato e dolce. Questo è dovuto alla presenza di uno zucchero naturale non calorico il mannitolo, presente in molte alghe brune.

## Nella medicina alternativa
Come nelle kombu e nelle hijiki, l'equilibrio di minerali può controbilanciare e ridurre l'alta pressione sanguigna. Nel passato sono sempre state utilizzate come rimedio per curare i disturbi degli organi riproduttivi femminili. Come altre alghe brune sono ricche di iodio e calcio.

## A tavola
Tra le alghe provenienti dall'Oriente l'arame è la più gradita al palato occidentale; è ideale accompagnata a tofu, tempeh e con le verdure di terra ed anche in abbinamento ad una salsa di aceto e di soia.